# 船舶のアレストに関する1999年の国際条約
船舶のアレストに関する1999年の国際条約（英: International Convention on Arrest of Ships, 1999）は、船舶のアレストについて規定する多国間条約である。船舶のアレスト（英: arrest、仏: saisie）とは、海事債権を保全するための、裁判所の命令による船舶の抑留または移動制限をいう（1条2項）。判決の強制執行のための船舶差押えは含まれず、刑事管轄権等の行使のための船舶の拿捕も含まれない。
日本は2008年9月現在この条約の当事国となっていない。日本においては、民事保全法に基づく船舶の仮差押えがこの条約に規定されるアレストに相当する。

## 構成
- 第1条 - 定義
- 第2条 - アレストの権限
- 第3条 - アレストの権利の行使
- 第4条 - アレストからの解放
- 第5条 - 再度のアレストおよび多重アレストの権利
- 第6条 - アレストを受けた船舶の所有者および裸傭船者の保護
- 第7条 - 本案訴訟の管轄権
- 第8条 - 適用範囲
- 第9条 - 海事先取特権の不創出
- 第10条-第17条 - 最終規定
  - 第10条 - 留保
  - 第11条 - 寄託者
  - 第12条 - 署名、批准、受諾、承認および加入
  - 第13条 - 複数の法体系を有する国家
  - 第14条 - 効力発生
  - 第15条 - 改定および改正
  - 第16条 - 廃棄
  - 第17条 - 言語